# НЕФАЗ-3299
НЕФАЗ-3299 — автобус производства НЕФАЗ на шасси КАМАЗ-4307 (КАМАЗ-3297). Предназначался для перевозки пассажиров в городских условиях и сельской местности, а также в междугородних перевозках.

## История
Создавался как альтернатива автобусам ПАЗ.
В 2005 году по заказу Правительства Республики Башкортостан должно было быть изготовлено 100 автобусов — 50 городских и 50 междугородных. 10 ноября 2005 года Президент Башкортостана Муртаза Рахимов торжественно передал первые три автобуса операторам в Уфе.
В 2006 году показан на XII Международной специализированной выставке «Автосалон. Автотехсервис. Уралтранс», проходившей во Дворце спорта в Уфе.
Причины, по которым автобус не пошёл в производство, официально не объявлялись. Решение о прекращении производства принято без каких-либо заявлений: сначала с сайта завода исчезла страница НЕФАЗ-3299, затем упоминание о нём из прайс-листа.
Часть выпущенных автобусов эксплуатируются в Рязани, Уфе и Татарстане, и других городах.

## Технические характеристики
Имел дизельный двигатель Cummins бразильской сборки, коробку передач ZF с тросовым приводом переключения и рулевое управление RBL (Германия), оригинальный кузов со сварной рамой из прямоугольных стальных труб, облицованных оцинкованным листом, а передняя и задняя маски изготовлены из стекловолокна.
| Радиус поворота | 8,5 м |
| Привод          | 4x2   |

## Модификации
- НЕФАЗ-3299-10-01 (329900) — городской автобус[3] с одной двустворчатой дверью.
- НЕФАЗ-3299-10-02 (3299B0) — междугородний автобус[3] — предусматривал более удобные сиденья, улучшенную отделку салона и установку немецких кондиционеров Konvekta, и две одностворчатые двери.